# František Štambachr
František Štambachr ou Štambacher, surnommé Štambi, est un footballeur international tchécoslovaque né le 13 février 1953 à Čebín en Tchécoslovaquie. Son poste est milieu de terrain.

## Biographie
Il commence sa carrière professionnelle au Dukla Prague en 1972, où il joue pendant 12 saisons consécutives. Il totalise dans ce club 292 matchs et 31 buts en championnat. Durant cette période, il remporte le championnat de Tchécoslovaquie de football en 1977, 1979 et 1982, ainsi que la Coupe de Tchécoslovaquie de football en 1981 et 1983. Il dispute la dernière saison de sa carrière de joueur professionnelle en Grèce, tout d'abord à l'AEK Athènes de juillet à décembre 1984 puis à l'Apollon Smyrnis jusqu'en juin 1985.
František Štambachr fait partie de la sélection de l'équipe de Tchécoslovaquie de football qui remporte le Championnat d'Europe de football 1976, mais il ne dispute aucune rencontre de la compétition. Il joue son premier match avec la sélection nationale en 1977. Il remporte la médaille d'or aux Jeux olympiques d'été de 1980. Il obtient ensuite la troisième place au Championnat d'Europe de football 1980, où il dispute deux rencontres, et participe à la Coupe du monde de football de 1982. Il joue dans l'équipe nationale jusqu'en 1983, totalisant 31 rencontres et 5 buts sur l'ensemble de sa carrière internationale.